# Soma (Un Món Feliç)
Soma és una droga de la novel·la distòpica de ciència-ficció d'Aldous Huxley de 1932, Un món feliç. A la novel·la, el soma és un "opi de les masses" que substitueix la religió i l'alcohol en una societat més pacífica però immoral, ambientada en un futur molt llunyà de tecnologia molt avançada. Soma, un sedant narcòtic en forma de tauletes i vapor, és pres regularment per tots els membres de la societat per tal de produir artificialment forts sentiments de felicitat. Si se n'abusa, però, pot ser nociu o fins i tot mortal si es pren en grans quantitats. A Un món feliç, la mare d'un dels personatges, John el "Salvatge", va morir després de consumir massa soma. Per idear aquesta droga, Huxley es va inspirar en el viatge que va fer a l'Índia a mitjans dels anys 20, concretament en la històrica beguda soma, utilitzada en rituals hindús per induir al subjecte en un estat al·lucinogen. A més de soma, Huxley també va incorporar altres idees basades en la cultura índia al llibre, com el sistema de castes utilitzat en la societat fictícia de l'Estat-Món.
El concepte de soma s'ha fet molt conegut a la cultura popular i s'ha arribat a comparar amb drogues posteriors del món real com ara el Valium. El nom s'ha convertit en un símbol que representa la dependència de la societat moderna als medicaments.

## Visió general
Huxley va visitar l'Índia entre 1925 i 1926 mentre estava sota el control del Raj britànic i destrossada per la divisió. La va descriure com "depriment com cap país que hagi conegut mai" i es va alegrar de marxar-ne, sent crític amb el domini britànic sobre el país, però sense creure que l'Índia es podria governar millor a si mateixa. Finalment, va descriure-ho com una situació desesperada. No obstant això, es va inspirar igualment en els seus elements culturals per escriure Un Món Feliç. A Brave New World Revisited, Huxley afirma que per crear el soma no es va basar en la paraula grega, sinó en el "nèctar dels déus" vèdic, un líquid que s'emprava per a certs rituals i que el 1969 es va saber que es creava a partir de suc premsat de reig de fageda. Al Rigveda hi ha nombrosos himnes i referències a aquest soma, on és adorat com si fos una divinitat, considerada la més poderosa només per darrere d'Indra. De manera semblant al soma real, els qui prenen el soma fictici es veuen reforçats emocionalment, però s'enfronten a un perill considerable.
A la ficció d'Un món feliç, el soma és el producte que sorgeix després de sis anys d'investigació de milers de farmacòlegs i bioquímics per intentar crear l'intoxicant ideal. Funciona de manera semblant a l'alcohol, però sense els efectes perjudicials que aquest presenta. Els Controladors del Món-Estat fomenten l'ús del soma en benefici de l'estat, per a reduir el malestar i les idees subversives de la societat i assegurar així la felicitat de la gent i evitar la guerra. Més que la religió, per sobre de tot, la gent de l'Estat Mundial adora soma. Els "salvatges" del llibre, persones que intencionadament viuen fora del control de l'Estat-Món, generalment es neguen a dependre del soma per a ser feliços.
El 1954, Huxley comparà el soma amb la mescalina al llibre The Doors of Perception, referenciant els seus efectes psicodèlics. Tot i això, les persones són massa susceptibles a influències subtils si prenen mescalina perquè sigui prou similar al soma.

## Recepció
A The Tranquilizing of America (1979), Robert Hoffman comparà el Soma amb el Valium, fent al·lusió la creixent dependència dels Estats Units als medicaments.

## Llegat
Soma s'ha referenciat en treballs artístics posteriors, com per exemple en l'àlbum Siamese Dream de 1993 del conjunt The Smashing Pumpkins, que conté una cançó anomenada "Soma" que parla directament sobre aquesta droga. La lletra es refereix a aquesta substància com a "l'opiaci de la culpa". La banda de rock americana The Strokes també van publicar una cançó anomenada Soma al seu àlbum de 2001 Is This It, que conté referències menys subtils a aquesta droga fictícia.